# Petrica Kerempuh
Petrica Kerempuh je literarni lik, ki se pojavlja v več literarnih delih, med katerimi je najbolj znana Balade Petrice Kerempuha hrvaškega pisatelja  Miroslava Krleže. Je priljubljen prerok in cinični komentator sodobnih dogodkov.
V dobesednem pomenu kerempuh pomeni črevesje, trebuh, v prenesenem pa pomeni zvit človek, veseljak. Jakob Lovrenčić je v Varaždinu izdal leta 1834 knjigo Petrica Kerempuh ali življenje dostojnega človeka, ki je prevod nemške knjige Doživetja Tilla Eulenspiegela.
Krleža je objavil Balade Petrice Kerempuha v Ljubljani leta 1936, enega od simboličnih dosežkov srednjeevropske književnosti 20. stoletja. Preko liko Petrice Kerempuha je opeval upor stoletnemu zatiranju ljudstva. Petrica Kerempuh je zagorska različica flamskega Tilla Eulenspigla, pa tudi madžarska Matijaša Grabancijaša Dijaka (Mátyása Garabonciása Diáka), ki ga je tudi uredil Tituš Brezovački.
Dragutin Domjanić avtor malo znane marionetne igre Petrica Kerempuh i spametni osel v kateri kritično in satirično opisuje hrvaške intelektualce v 1920-ih.
Poleg literarne osebnosti je Petrica Kerempuh zaživel tudi v gledališču. Na zagrebški tržnici Dolac je skulptura kiparja Vanje Radauša Petrice Kerempuh, postavljena leta 1955. Severno od Dolca je Trg Petrice Kerempuha, kjer poteka prodaja cvetja.

## Galerija
- Miroslav Krleža - avtor Balada Petrice Kerempuha
- Petričin lik kot del spomenika kmečkemu uporu 1573 v Gornjoj Stubici
- Augustinčićev monumentalni spomenik kmečkemu uporu s Petrico v podnožju.